# Giovanni Orazio Cartagenova
Giovanni Orazio Cartagenova (né en 1800 à Gênes, mort le 26 septembre 1841 à Vicence) est un basse et baryton italien.

## Biographie
Avec une voix de basse, Cartagenova interprète de nombreux rôles pour des barytons.
La formation musicale de Cartagenova est inconnue. Ses débuts ont lieu à La Scala de Milan le 23 août 1823 dans le rôle d'Ircano dans la première de Ricciardo e Zoraide avec Brigida Lorenzani suivi en septembre dans la première d'Otello de Gioachino Rossini dans le rôle d'Elmiro mis en scène par Alessandro Rolla et en novembre dans la première de Tancredi mis en scène par Rolla avec Lorenzani.
Il est en contact avec les principaux compositeurs italiens de l'époque, dont Saverio Mercadante, avec qui il se lie d'amitié et qui l'engage en 1824 pour une tournée en Espagne, au Portugal et en Italie, Gaetano Donizetti, Vincenzo Bellini et Gioachino Rossini. À Lisbonne en 1825, il est Atlante dans Violenza e Costanza de Mercadante dans une représentation privée et au Teatro Nacional de São Carlos où il est également Aliprado dans Matilde di Shabran, Assur dans Semiramide de Rossini et le comte Arnoldo dans Elisa e Claudio (en) de Mercadante.
En 1833, Cartagenova devient un interprète engagé à La Scala, tout en continuant à se produire dans d'autres théâtres italiens et étrangers, y compris une importante tournée à Londres en 1836, où il se produisit dans La straniera au King's Theatre.
Il meurt presque subitement à la suite d'un chagrin.

## Création de rôles
- Il Califfo dans Adina de Rossini (22 juin 1826, Lisbonne)
- Adolfo dans La testa de bronzo de Mercadante (3 décembre 1827, Lisbonne)
- Osroas dans Adriano dans Siria de Mercadante (24 février 1828, Lisbonne)
- Fayel dans Gabriella de Vergy de Mercadante (8 août 1828, Lisbonne)
- Ordamante dans I normanni a Parigi de Mercadante (7 février 1832, Turin)
- Filippo Maria Visconti dans Beatrice di Tenda de Bellini (16 mars 1833, Venise)
- Corrado dans Emma d'Antiochia de Mercadante (8 mars 1834, Venise)
- Enrico dans La gioventù de Enrico V de Mercadante (25 novembre 1834, Milan)
- Manfredo dans Il giuramento de Mercadante (11 mars 1837, Milan)
- Alcandro dans Saffo de Pacini (29 novembre 1840, Naples)